# 垂丘金版

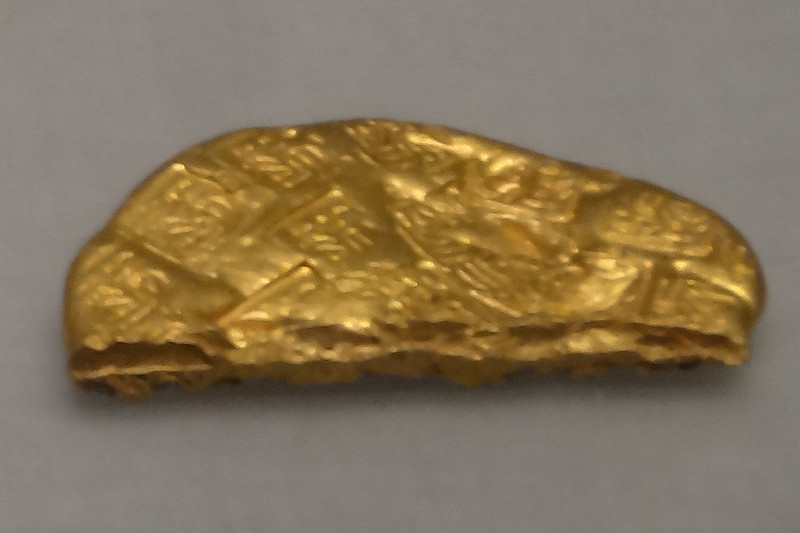
河南博物院藏垂丘金版

垂丘金版，中国古代战国时期楚国黄金称量货币金版的一种，因钤刻有“垂丘”二字而得名。

## 钱文
“垂丘”为古地名，春秋时属卫国，战国曾属楚，在今山东曹县北:23。

## 出土
1978年1月，河南省襄城县王洛公社北宋大队发现47件金币，其中有1块垂丘金版，现藏于河南博物院。